# 1728 în literatură
Anul 1728 în literatură a implicat o serie de evenimente și cărți noi semnificative.  